# Grand Prix-wegrace der Naties 1967
De Grand Prix-wegrace der Naties 1967 was de elfde Grand Prix van wereldkampioenschap wegrace voor motorfietsen in het seizoen 1967. De races werden verreden op 3 september 1967 op het Autodromo Nazionale di Monza nabij Monza in de Italiaanse regio Lombardije. De 50cc-klasse kwam niet aan de start. De wereldtitel in de 125cc-klasse werd hier beslist. De wereldtitels in de 350cc-klasse en de zijspanklasse waren al eerder beslist.

## 500cc-klasse
Mike Hailwood had een echt pechweekend in Monza. Hij was in de 250cc-race al uitgevallen en ook in de 500cc-race kreeg hij pech. Hailwood startte sneller dan Giacomo Agostini, die door zijn slechte start ook nog de gevallen rijders Chris Conn en John Dodds moest ontwijken. Mike Hailwood kreeg uiteindelijk 17 seconden voorsprong, maar vier ronden voor het einde scheurde een van zijn uitlaatpijpen en bovendien begon de versnellingsbak kuren te vertonen. Agostini wist hem te passeren en stelde daarmee zijn 500cc-wereldtitel vrijwel zeker. Hailwood hield nog slechts een theoretische kans over: Winnen in Canada terwijl Agostini zonder punten moest blijven. Ago had - zelfs bij winst van Hailwood - aan één punt voldoende. Opmerkelijk was de vijfde plaats van Giuseppe Mandolini, met een Moto Guzzi Monocilindrica 500 (eencilinder) uit 1957.
| Pos | Coureur               | Merk               | Tijd      | Punten |
| --- | --------------------- | ------------------ | --------- | ------ |
| 1   | Giacomo Agostini      | MV Agusta          | 1:00"17'2 | 8      |
| 2   | Mike Hailwood         | Honda              | +13'2     | 6      |
| 3   | Angelo Bergamonti     | Hannah-Paton       | +3 ronden | 4      |
| 4   | Fred Stevens          | Hannah-Paton       | +3 ronden | 3      |
| 5   | Giuseppe Mandolini    | Moto Guzzi         | +3 ronden | 2      |
| 6   | John Hartle           | Métisse-Matchless  | +3 ronden | 1      |
| 7   | Gyula Marsovszky      | Matchless          | +3 ronden |        |
| 8   | Dan Shorey            | Norton             | +4 ronden |        |
| 9   | Jack Findlay          | McIntyre-Matchless | +4 ronden |        |
| 10  | Karl Hoppe            | Matchless          | +4 ronden |        |
| 11  | Rex Butcher           | Norton             |           |        |
| 12  | Derek Lee             | Matchless          |           |        |
| 13  | Ernst Weiss           | Matchless          |           |        |
| 14  | György Kurucz         | Norton             |           |        |
| 15  | Pat Hewartson         | Norton             |           |        |
| 16  | Oliver Howe           | Norton             |           |        |
| 17  | Gianfranco Domeniconi | Norton             |           |        |
| 18  | Benedicto Zambotti    | Norton             |           |        |
| 19  | Emanuele Maugliani    | Norton             |           |        |

| Coureur          | Merk      | Oorzaak |
| ---------------- | --------- | ------- |
| Edy Lenz         | Matchless |         |
| John Dodds       | Norton    | Val     |
| Kel Carruthes    | Matchless |         |
| Malcolm Stanton  | Norton    |         |
| Walter Scheimann | Norton    |         |
| Billie Nelson    | Norton    |         |
| Chris Conn       | Norton    | Val     |
| Steve Spencer    | Norton    |         |
| Giovanni Perrone | Bianchi   |         |
| Guido Miele      | Gilera    |         |
| Paolo Campanelli | Matchless |         |

| Coureur            | Merk              | Oorzaak |
| ------------------ | ----------------- | ------- |
| Ivor Lloyd         | Matchless         | [ 1 ]   |
| Mike Duff          | Matchless         |         |
| Derek Minter       | Norton            |         |
| Griff Jenkins      | Norton            |         |
| John Blanchard     | Seeley-URS        |         |
| John Cooper        | Seeley-Matchless  |         |
| Maurice Hawthorne  | Norton            |         |
| Peter Williams     | Arter-Matchless   |         |
| Rob Fitton         | Norton            |         |
| Rodney Gould       | Norton            |         |
| Bosse Granath      | Métisse-Matchless |         |
| Johnny Rockett     | Norton            | [ 1 ]   |
| Andreas Georgeades | Velocette         | [ 1 ]   |

### Top tien tussenstand 500cc-klasse
| Pos | Coureur          | Merk                      | Ptn     |
| --- | ---------------- | ------------------------- | ------- |
| 1   | Giacomo Agostini | MV Agusta                 | 46 (52) |
| 2   | Mike Hailwood    | Honda                     | 44      |
| 3   | John Hartle      | Métisse-Matchless         | 22      |
| 4   | Peter Williams   | Arter-Matchless           | 16      |
| 5   | Jack Findlay     | McIntyre-Matchless        | 15      |
| 6   | Fred Stevens     | Hannah-Paton              | 11      |
| 7   | John Cooper      | Norton / Seeley-Matchless | 8       |
| 8   | Gyula Marsovszky | Matchless                 | 7       |
| 9   | Billie Nelson    | Norton                    | 6       |
| 9   | Steve Spencer    | Norton                    | 6       |

(Punten (tussen haakjes) zijn inclusief streepresultaten)

## 350cc-klasse
Nu de titel beslist was ging de 350cc-race in Monza voor Giacomo Agostini en Renzo Pasolini meer om de Italiaanse eer. Ze vochten een harde strijd uit, maar wel om de tweede plaats want Ralph was met de Honda RC 174 al aan de horizon verdwenen. In de 8e ronde, toen Pasolini de tweede plaats net had overgenomen van Agostini, vielen ze allebei uit. Daardoor werd de tweede man van Benelli, Silvio Grassetti, tweede en Heinz Rosner werd derde.
| Pos | Coureur            | Merk              | Tijd      | Punten |
| --- | ------------------ | ----------------- | --------- | ------ |
| 1   | Ralph Bryans       | Honda             | 48"39'7   | 8      |
| 2   | Silvio Grassetti   | Benelli           | +1"43'5   | 6      |
| 3   | Heinz Rosner       | MZ                | +2 ronden | 4      |
| 4   | Alberto Pagani     | Aermacchi         | +2 ronden | 3      |
| 5   | Derek Woodman      | MZ                | +2 ronden | 2      |
| 6   | Fred Stevens       | Hannah-Paton      | +2 ronden | 1      |
| 7   | Kel Carruthers     | Métisse-Aermacchi | +2 ronden |        |
| 8   | Giuseppe Visenzi   | Aermacchi         | +2 ronden |        |
| 9   | Roberto Patrignani | Aermacchi         | +2 ronden |        |
| 10  | Karl Hoppe         | Aermacchi         | +3 ronden |        |

| Coureur          | Merk      | Oorzaak |
| ---------------- | --------- | ------- |
| Giacomo Agostini | MV Agusta | Motor   |
| Renzo Pasolini   | Benelli   | Motor   |

| Coureur       | Merk  | Oorzaak    |
| ------------- | ----- | ---------- |
| Mike Hailwood | Honda | Teambeleid |

| Coureur           | Merk      |
| ----------------- | --------- |
| Bohumil Staša     | Jawa      |
| Gustav Havel      | CZ        |
| Brian Steenson    | Aermacchi |
| Chris Conn        | Norton    |
| Dan Shorey        | Norton    |
| Ian McGregor      | Norton    |
| Gilberto Milani   | Aermacchi |
| Masahiro Wada     | Yamaha    |
| Shigeyoshi Mimuro | Yamaha    |
| Toshimi Yorino    | Honda     |

### Top tien tussenstand 350cc-klasse
| Pos | Coureur          | Merk              | Ptn |                |
| --- | ---------------- | ----------------- | --- | -------------- |
| 1   | Mike Hailwood    | Honda             | 40  | wereldkampioen |
| 2   | Giacomo Agostini | MV Agusta         | 32  |                |
| 3   | Heinz Rosner     | MZ                | 18  |                |
| 4   | Derek Woodman    | MZ                | 14  |                |
| 4   | Ralph Bryans     | Honda             | 14  |                |
| 6   | Alberto Pagani   | Aermacchi         | 11  |                |
| 7   | Kel Carruthers   | Métisse-Aermacchi | 9   |                |
| 8   | Renzo Pasolini   | Benelli           | 8   |                |
| 9   | Silvio Grassetti | Benelli           | 6   |                |
| 10  | Fred Stevens     | Hannah-Paton      | 4   |                |

## 250cc-klasse
In Monza draaide Mike Hailwood de snelste ronde, maar in de vierde ronde viel hij uit wegens olielekkage. Phil Read en Bill Ivy kregen het daarna toch nog niet cadeau, want Ralph Bryans vocht hard om de overwinning. Uiteindelijk bleken de Yamaha RD 05's toch te sterk voor hem. Read won de race, Ivy werd tweede en Bryans derde.
| Pos | Coureur          | Merk      | Tijd      | Punten |
| --- | ---------------- | --------- | --------- | ------ |
| 1   | Phil Read        | Yamaha    | 39"22'2   | 8      |
| 2   | Bill Ivy         | Yamaha    | +0'6      | 6      |
| 3   | Ralph Bryans     | Honda     | +0'8      | 4      |
| 4   | Heinz Rosner     | MZ        | +1 ronde  | 3      |
| 5   | Derek Woodman    | MZ        | +1 ronde  | 2      |
| 6   | Ginger Molloy    | Bultaco   | +2 ronden | 1      |
| 7   | Alberto Pagani   | Aermacchi | +2 ronden |        |
| 8   | Jack Findlay     | Bultaco   | +3 ronden |        |
| 9   | Bob Coulter      | Bultaco   | +3 ronden |        |
| 10  | Giuseppe Visenzi | Bultaco   | +3 ronden |        |

| Coureur       | Merk  | Oorzaak     |
| ------------- | ----- | ----------- |
| Mike Hailwood | Honda | Olielekkage |

| Coureur          | Merk   | Oorzaak |
| ---------------- | ------ | ------- |
| Yvon Duhamel     | Yamaha | [ 1 ]   |
| Ron Grant        | Yamaha | [ 1 ]   |
| Frank Camillieri | Yamaha | [ 1 ]   |

| Coureur           | Merk         |
| ----------------- | ------------ |
| Malcolm Stanton   | Aermacchi    |
| Gyula Marsovszky  | Bultaco      |
| Rolf Schmid       | Bultaco      |
| Carlos Giró       | Ossa         |
| José Medrano      | Bultaco      |
| Bill Smith        | Kawasaki     |
| Brian Steenson    | Aermacchi    |
| Dave Simmonds     | Kawasaki     |
| Fred Stevens      | Hannah-Paton |
| Mick Chatterton   | Yamaha       |
| Tommy Robb        | Bultaco      |
| Gilberto Milani   | Aermacchi    |
| Akiyasu Motohashi | Yamaha       |
| Jyun Hamano       | Yamaha       |

### Top tien tussenstand 250cc-klasse
| Pos | Coureur          | Merk     | Ptn     |
| --- | ---------------- | -------- | ------- |
| 1   | Phil Read        | Yamaha   | 50      |
| 2   | Mike Hailwood    | Honda    | 46      |
| 3   | Bill Ivy         | Yamaha   | 44 (50) |
| 4   | Ralph Bryans     | Honda    | 36 (46) |
| 5   | Derek Woodman    | MZ       | 18      |
| 6   | Heinz Rosner     | MZ       | 13      |
| 7   | Ginger Molloy    | Bultaco  | 9       |
| 8   | Gyula Marsovszky | Bultaco  | 8       |
| 9   | Dave Simmonds    | Kawasaki | 5       |
| 10  | José Medrano     | Bultaco  | 4       |

(Punten (tussen haakjes) zijn inclusief streepresultaten)

## 125cc-klasse
In Monza leek de 125cc-race al beslist na de trainingen, want de rondetijden lagen zo ver uit elkaar dat aangenomen werd dat Bill Ivy (Yamaha RA 31) veel sneller zou zijn dan Hans Georg Anscheidt met de Suzuki RT 67. Ver achter Anscheidt stond László Szabó die met zijn MZ weer veel sneller was dan de EMC's. Ivy startte zoals gewoonlijk slecht, maar na drie ronden nam hij de leiding van Anscheidt over. Toen merkte hij dat al het water uit zijn radiateur was verdwenen en hij ging de pit in voor water. Dat was er echter niet en Ivy moest weer terug de baan op om twee ronden later opnieuw binnen te komen voor koelwater. Dat had men nog steeds niet gevonden. Bij zijn derde stop kreeg hij pas water maar toen lag Anscheidt intussen weer op de eerste plaats. Pas vlak vóór de eindstreep wist Ivy de overwinning zeker te stellen. De Yamaha had in elk geval zijn betrouwbaarheid bewezen. Szabó werd zoals verwacht zonder problemen derde. Ivy had nu het maximum aantal punten: 48 uit zes (tellende) wedstrijden en hij was daardoor wereldkampioen.
| Pos | Coureur              | Merk    | Tijd      | Punten |
| --- | -------------------- | ------- | --------- | ------ |
| 1   | Bill Ivy             | Yamaha  | 37"13'5   | 8      |
| 2   | Hans Georg Anscheidt | Suzuki  | +0'2      | 6      |
| 3   | László Szabó         | MZ      | +1 ronde  | 4      |
| 4   | Walter Scheimann     | Honda   | +1 ronde  | 3      |
| 5   | Giovanni Burlando    | Honda   | +1 ronde  | 2      |
| 6   | Jim Curry            | Honda   | +1 ronde  | 1      |
| 7   | Kel Carruthers       | Honda   | +1 ronde  | Na val |
| 8   | Heinz Kriwanek       | Rotax   | +2 ronden |        |
| 9   | Angelo Orsenigo      | Bultaco | +2 ronden |        |
| 10  | Siegfried Lohmann    | MZ      | +2 ronden |        |
| 11  | Rex Avery            | EMC     |           | Na val |

| Coureur       | Merk    | Oorzaak |
| ------------- | ------- | ------- |
| Ginger Molloy | Bultaco | Val     |

| Coureur          | Merk   | Oorzaak    |
| ---------------- | ------ | ---------- |
| Jean-Guy Duval   | Yamaha | [ 1 ]      |
| Ralph Swegan     | Yamaha | [ 1 ]      |
| Robert Lusk      | Yamaha | [ 1 ]      |
| Robert Messina   | Yamaha | [ 1 ]      |
| Tim Coopey       | Yamaha | [ 1 ]      |
| Yoshimi Katayama | Suzuki | Teambeleid |

| Coureur             | Merk     |
| ------------------- | -------- |
| Barry Smith         | Bultaco  |
| Kevin Cass          | Bultaco  |
| Hartmut Bischoff    | MZ       |
| Jürgen Lenk         | MZ       |
| Klaus Enderlein     | MZ       |
| Thomas Heuschkel    | MZ       |
| Herbert Mann        | MZ       |
| José Maria Busquets | Montesa  |
| José Medrano        | Bultaco  |
| Jean-Louis Vergnais | Bultaco  |
| Dave Simmonds       | Kawasaki |
| Phil Read           | Yamaha   |
| Stuart Graham       | Suzuki   |
| Francesco Villa     | Montesa  |
| Walter Villa        | Montesa  |
| Akiyasu Motohashi   | Yamaha   |
| Hideo Kanaya        | Suzuki   |
| Isao Morishita      | Suzuki   |
| Yasuho Shigeno      | Suzuki   |
| Cees van Dongen     | Honda    |

### Top tien tussenstand 125cc-klasse
| Pos | Coureur              | Merk     | Ptn     |                |
| --- | -------------------- | -------- | ------- | -------------- |
| 1   | Bill Ivy             | Yamaha   | 54 (60) | wereldkampioen |
| 2   | Phil Read            | Yamaha   | 40      |                |
| 3   | Stuart Graham        | Suzuki   | 35 (38) |                |
| 4   | Yoshimi Katayama     | Suzuki   | 19      |                |
| 5   | László Szabó         | MZ       | 13      |                |
| 6   | Hans Georg Anscheidt | Suzuki   | 12      |                |
| 7   | Dave Simmonds        | Kawasaki | 9       |                |
| 8   | Kel Carruthers       | Honda    | 7       |                |
| 9   | Thomas Heuschkel     | MZ       | 5       |                |
| 9   | Walter Scheimann     | Honda    | 5       |                |

(Punten (tussen haakjes) zijn inclusief streepresultaten)

## Zijspanklasse
In de laatste zijspanrace van het seizoen (Monza) vielen Klaus Enders/Ralf Engelhardt uit. Georg Auerbacher leidde (met gelegenheids-bakkenist Billie Nelson) van start tot finish, aanvankelijk gevolgd door Siegfried Schauzu. Die moest echter door ontstekingsproblemen zijn tweede plaats afstaan aan Heinz Luthringhauser/Geoff Hughes en werd uiteindelijk slechts zesde. De derde plaats was voor Otto Kölle en Rolf Schmid.
| Pos | Coureur               | Bakkenist          | Merk | Tijd      | Punten |
| --- | --------------------- | ------------------ | ---- | --------- | ------ |
| 1   | Georg Auerbacher      | Billie Nelson      | BMW  | 38"11'3   | 8      |
| 2   | Heinz Luthringshauser | Geoff Hughes       | BMW  | +0"53'0   | 6      |
| 3   | Otto Kölle            | Rolf Schmid        | BMW  | +1"39'5   | 4      |
| 4   | Joseph Duhem          | Christian Maingret | BMW  | +1 ronde  | 3      |
| 5   | Arsenius Butscher     | Armgard Neumann    | BMW  | +1 ronde  | 2      |
| 6   | Siegfried Schauzu     | Horst Schneider    | BMW  | +1 ronde  | 1      |
| 7   | O. Salobir            | Onbekend           | BMW  | +2 ronden |        |
| 8   | S. Giangiuliani       | Onbekend           | BMW  | +2 ronden |        |
| 9   | Michele Revelli       | Gianluigi Bruschi  | BMW  | +2 ronden |        |
| 10  | Alex Ludwig           | Kallimbert         | BMW  | +2 ronden |        |

| Coureur      | Bakkenist       | Merk |  |
| ------------ | --------------- | ---- |  |
| Klaus Enders | Ralf Engelhardt | BMW  |  |

| Coureur          | Bakkenist        | Merk | Oorzaak                |
| ---------------- | ---------------- | ---- | ---------------------- |
| Bertil Persson   | Berndt Äström    | BMW  | [ 5 ]                  |
| Ruben Bjarnemark | Lennart Rägmo    | BMW  | [ 5 ]                  |
| Helmut Fath      | Wolfgang Kalauch | URS  | Ziekte van Helmut Fath |

| Coureur            | Bakkenist         | Merk |
| ------------------ | ----------------- | ---- |
| Hans Hänni         | Kurt Barfuss      | BMW  |
| Harald Wohlfahrt   | Heiner Vester     | BMW  |
| Johann Attenberger | Josef Schillinger | BMW  |
| Barry Dungsworth   | Ron Wilson        | BMW  |
| Colin Seeley       | Ray Lindsay       | BMW  |
| Pip Harris         | John Thornton     | BMW  |
| Terry Vinicombe    | John Flaxman      | BSA  |
| Tony Wakefield     | Graham Milton     | BMW  |

### Top tien eindstand zijspanklasse
| Pos | Coureur               | Bakkenist                    | Merk | Ptn     |
| --- | --------------------- | ---------------------------- | ---- | ------- |
| 1   | Klaus Enders          | Ralf Engelhardt              | BMW  | 40 (52) |
| 2   | Georg Auerbacher      | Eduard Dein en Billie Nelson | BMW  | 32 (35) |
| 3   | Siegfried Schauzu     | Horst Schneider              | BMW  | 28 (32) |
| 4   | Tony Wakefield        | Graham Milton                | BMW  | 11      |
| 5   | Johann Attenberger    | Josef Schillinger            | BMW  | 10      |
| 6   | Heinz Luthringshauser | Hermann Hahn en Geoff Hughes | BMW  | 10      |
| 7   | Pip Harris            | John Thornton                | BMW  | 10      |
| 8   | Otto Kölle            | Rolf Schmid                  | BMW  | 7       |
| 9   | Barry Dungsworth      | Ron Wilson en Neil Caddow    | BMW  | 4       |
| 9   | Arsenius Butscher     | Armgard Neumann              | BMW  | 4       |
| 9   | Colin Seeley          | Ray Lindsay                  | BMW  | 4       |

1922 · 1923 · 1924 · 1925 · 1926 · 1927 · 1928 · 1929 · 1930 · 1931 · 1932 · 1933 · 1934 · 1935 · 1936 · 1937 · 1938 · 1939 · 1947 · 1948 · 1949 · 1950 · 1951 · 1952 · 1953 · 1954 · 1955 · 1956 · 1957 · 1958 · 1959 · 1960 · 1961 · 1962 · 1963 · 1964 · 1965 · 1966 · 1967 · 1968 · 1969 · 1970 · 1971 · 1972 · 1973 · 1974 · 1975 · 1976 · 1977 · 1978 · 1979 · 1980 · 1981 · 1982 · 1983 · 1984 · 1985 · 1986 · 1987 · 1988 · 1989 · 1990